# بيكرينغ (أونتاريو)
بيكرينغ، أونتاريو (بالإنجليزية: Pickering)‏ هي مدينة كندية تقع في مقاطعة أونتاريو. تبلغ مساحة هذه المدينة 231.5934 (كم²)، ويبلغ عدد سكانها 87838 نسمة حسب إحصاء سنة 2006 م، بينما كان يسكنها 87139 نسمة في سنة 2001 م. تحتل هذه المدينة المرتبة رقم 55 بين مدن كندا حسب عدد السكان والمرتبة رقم 27 في المقاطعة. نما عدد السكان في هذه المدينة بنسبة (0.8) بين العامين المذكورين.

## معرض صور

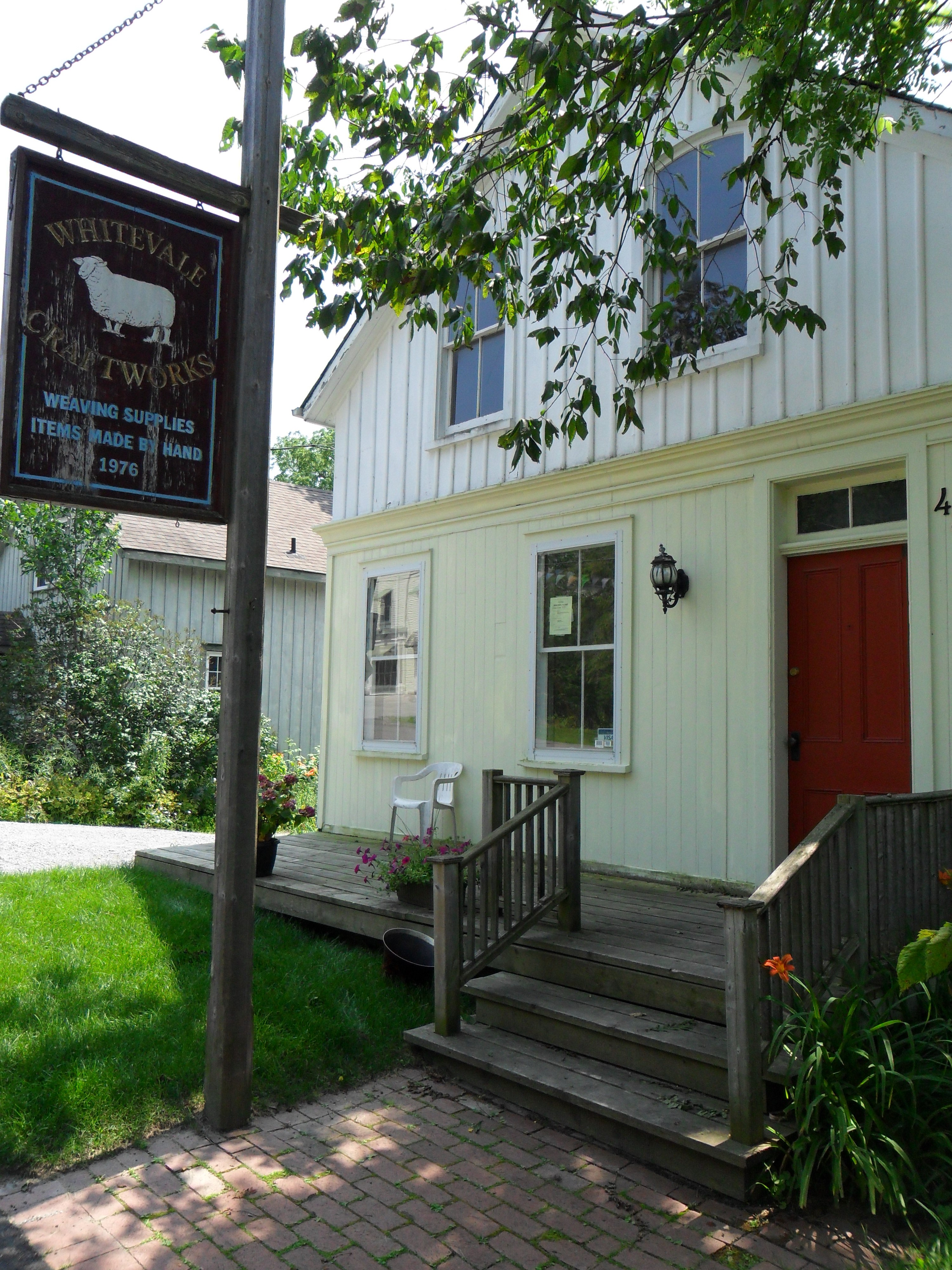
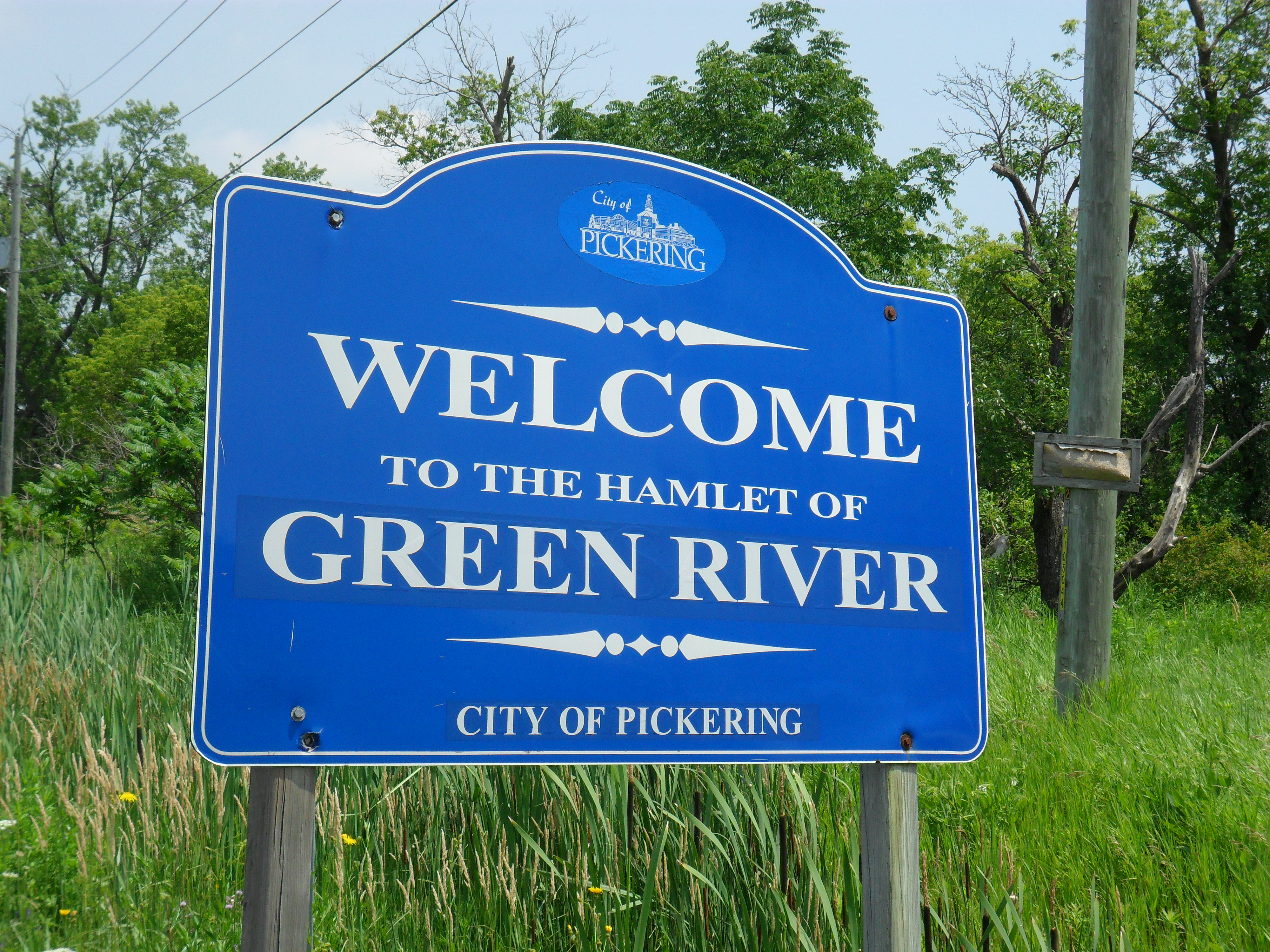
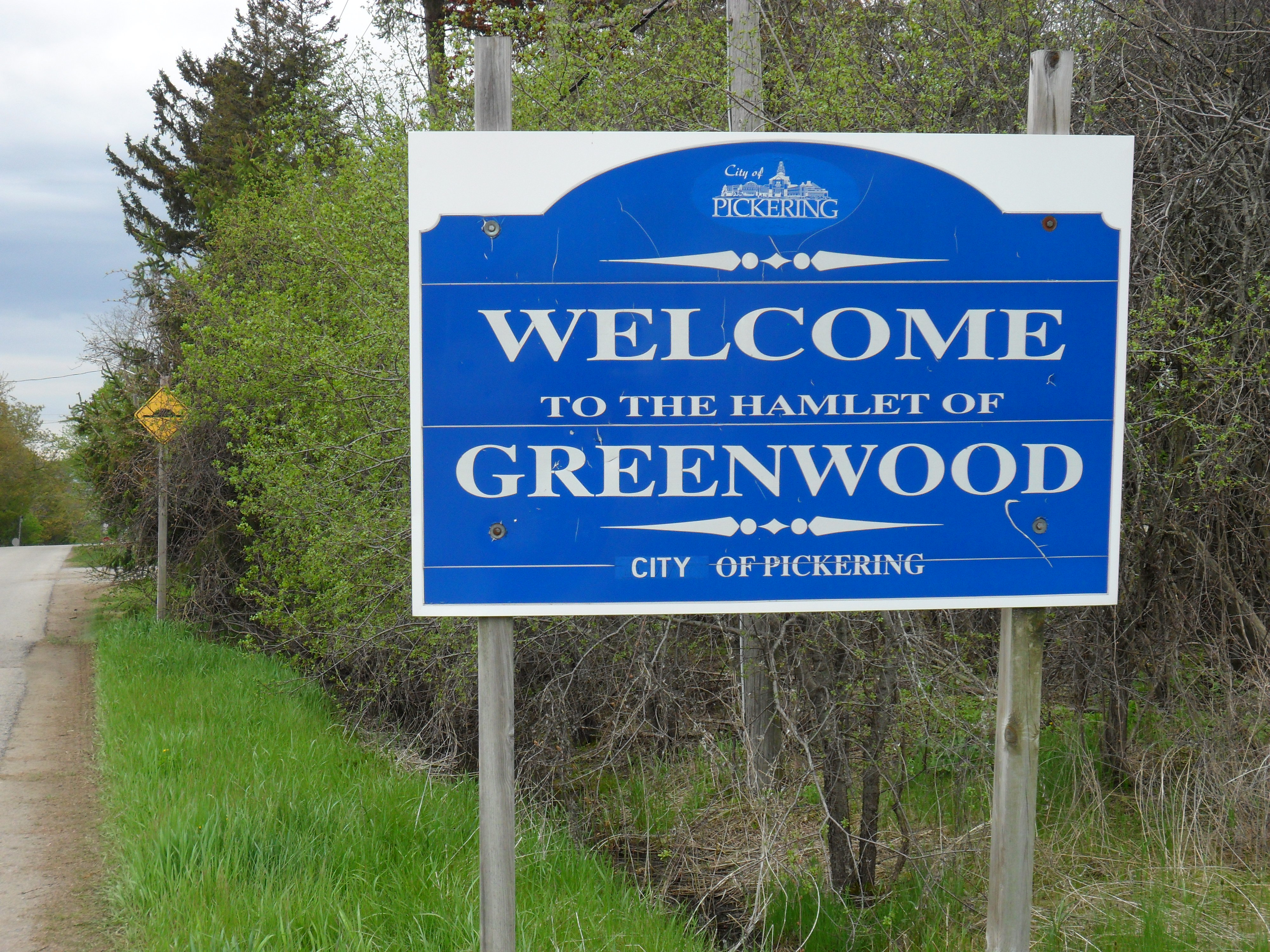
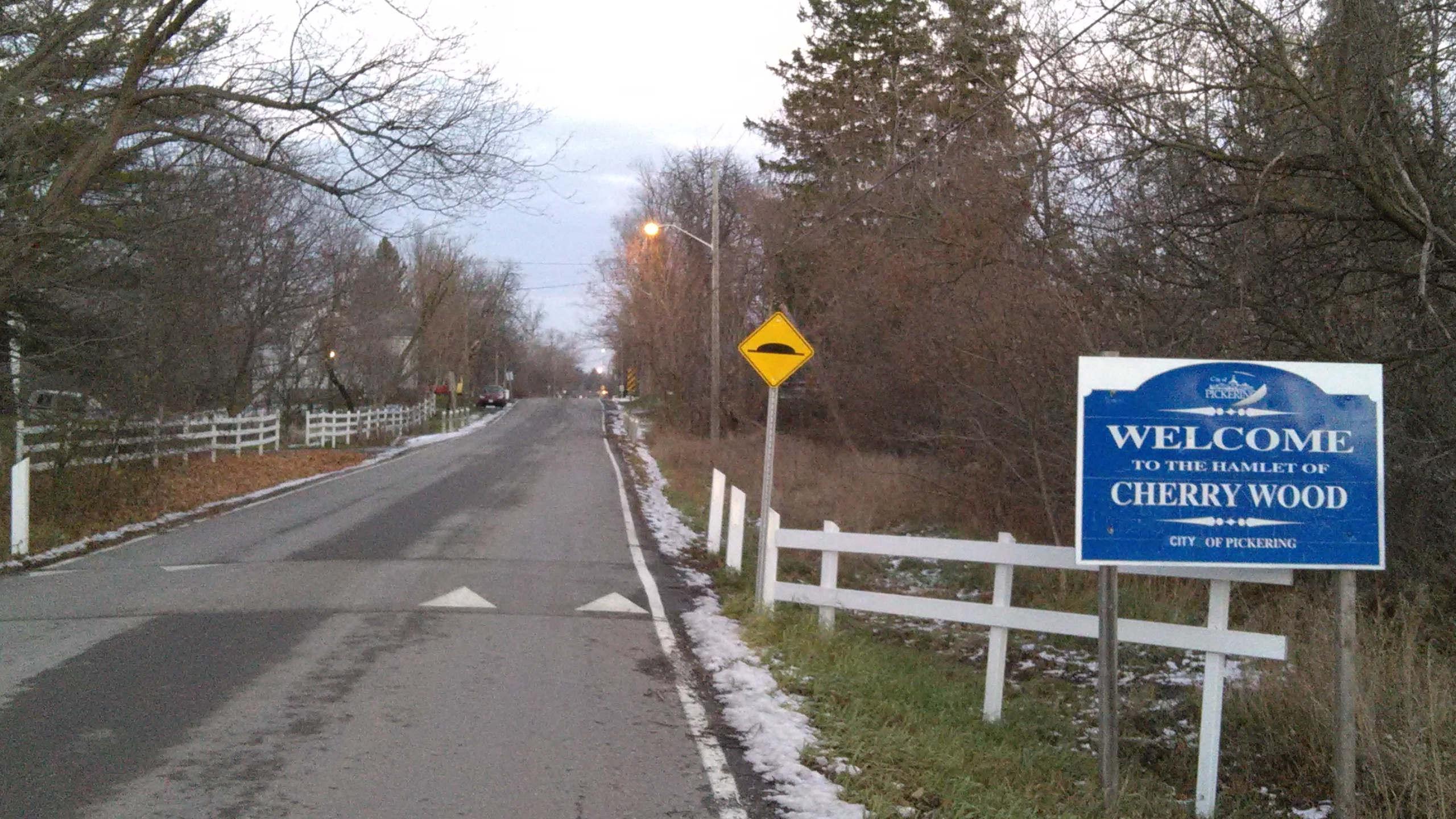

## أعلام
- ميشيل مولر
- كريس هولدن-رايد
- مارك هولاند
- اندريا لويس
- دانييل بالمر
- آرثر هنري وليامز

## وصلات خارجية
- الأطلس الحكومي لكندا
- إحصاءات كندا مع ساعة تعداد السكان